# 黄氧素

脱落酸的生物合成

黄氧素是一种有机化合物，分子式C15H22O3，是植物激素脱落酸（ABA）生物合成的前体，由黄氧素脱氢酶氧化为脱落醛，再由脱落醛氧化酶转化为脱落酸。